# Qualificazioni al campionato mondiale femminile di calcio 2015
Questa voce raccoglie un approfondimento sulle gare di qualificazione alla fase finale del campionato mondiale femminile di calcio 2015.

## AFC
Un totale di 20 squadre partecipano alla competizione. Al termine del girone di qualificazione svoltosi in Vietnam dal 14 al 25 Maggio 2014, 8 squadre prendono parte ad un doppio girone formato da 4 dove le terze classificate disputeranno uno spareggio. La Corea del Nord è automaticamente squalificata a causa dello scandalo doping per 5 calciatrici al Campionato mondiale femminile di calcio 2011.
Si qualificano:
- 5 squadre.

Squadre qualificate:
- Australia (tramite girone di qualificazione);
- Giappone (tramite girone di qualificazione);
- Cina (tramite girone di qualificazione);
- Corea del Sud (tramite girone di qualificazione);
- Thailandia (tramite play-off).

## CAF
Come nel ciclo precedente dei Mondiali, l'African Women's Championship ha avuto la funzione di torneo di qualificazione. Un totale di 8 squadre su 26 si qualificano al girone finale in Namibia dall'11 al 25 Ottobre 2014 dove la vincitrice, semifinalista e 3ª classificata si qualificano alla competizione mondiale.
Si qualificano:
- 3 squadre.

Squadre qualificate:
- Nigeria (vincitrice African Women's Championship)
- Camerun (finalista African Women's Championship)
- Costa d'Avorio (3° African Women's Championship)

## CONCACAF
Un totale di 30 squadre si sono contese la qualificazione ma solo 28 hanno avuto la possibilità di essere ammesse al torneo a discapito della Martinica e Guadalupa non riconosciute dalla FIFA. Il torneo finale si è svolto negli Stati Uniti tra il 15 ed il 26 Ottobre 2014 fino al gruppo finale del 5 Settembre. La vincitrice, semifinalista e 3ª classificata sono qualificate di diritto alla fase finale del mondiale mentre la 4° affronterà lo spareggio con la 3ª classificata nel girone della CONMEBOL.
Squadre qualificate:
- Stati Uniti (vincitrice Women's Championship);
- Costa Rica (finalista Women's Championship);
- Messico (3º posto Women's Championship);
- Canada (paese organizzatore);

## CONMEBOL
Come nella precedente edizione delle qualificazioni ai Mondiali, il campionato sudamericano ha fatto da torneo di qualificazione. La manifestazione si è tenuta in Ecuador dall'11 al 28 Settembre 2014. Le prime due squadre si qualificano direttamente alla fase finale del mondiale mentre la 3° disputerà lo spareggio con la 4ª classificata del girone della CONCACAF.
Squadre qualificate:
- Brasile (vincitrice Sudamericano Femenino);
- Colombia (finalista Sudamericano Femenino);
- Ecuador (vincitrice spareggio contro Trinidad e Tobago).

## OFC
Come nel ciclo precedente dei Mondiali, l'Oceania Women's Nations Cup ha fatto da torneo di qualificazione. Il torneo si è tenuto in Papua Nuova Guinea dal 25 al 29 Ottobre 2014.
Si qualifica:
- 1 squadra.

Squadra qualificata:
- Nuova Zelanda (vincitrice Oceania Women's Nations Cup).

## UEFA
Un record di 46 squadre divise in 7 gruppi si contenderanno la qualificazione dove le prime classificate di tutti i gruppi saranno ammesse alla fase finale del mondiale mentre le migliori 2° di 4 gruppi si affronteranno nei play-off e la vincitrice si unirà alle altre già qualificate.
Si qualificano:
- 8 squadre.

Squadre qualificate:
- Germania (1ª classificata nel gruppo 1);
- Spagna (1ª classificata nel gruppo 2);
- Svizzera (1ª classificata nel gruppo 3);
- Svezia (1ª classificata nel gruppo 4);
- Norvegia (1ª classificata nel gruppo 5);
- Inghilterra (1ª classificata nel gruppo 6);
- Francia (1ª classificata nel gruppo 7);
- Paesi Bassi (vincitrice dei play-off).

## Spareggio CONCACAF-CONMEBOL
Allo spareggio hanno preso parte l'Ecuador, terza classificata nella Coppa America 2014, e il Trinidad e Tobago, quarto classificato nella CONCACAF Women's Championship 2014. La vincitrice si è qualificata al campionato mondiale. Il sorteggio per definire chi giocava in casa la gara di andata si è tenuto a Zurigo il 22 luglio 2014. La gara di andata si è disputata l'8 novembre 2014 e la gara di ritorno il 2 dicembre 2014.
| Squadra 1 | Totale | Squadra 2         | Andata | Ritorno |
| --------- | ------ | ----------------- | ------ | ------- |
| Ecuador   | 1 - 0  | Trinidad e Tobago | 0 - 0  | 1 - 0   |

| Quito 8 novembre 2014, ore 14:00 UTC-5 | Ecuador           | 0 – 0 referto | Trinidad e Tobago | Estadio Olímpico Atahualpa\| Arbitro: \| Bibiana Steinhaus \| |
| Arbitro:                               | Bibiana Steinhaus |               |                   |                                                               |

| Arbitro: | Esther Staubli |

|  |           |                 |
|  | Marcatori | 90+1’ Quinteros |